# Hampton, New Hampshire
Hampton, kommun (town) i Rockingham County i New Hampshire, USA med 14 976 inv. (2010).
Med sin närhet till Atlanten, blev Hampton en populär semesterort med strandhus, kallat Hampton Beach.